# Mauro Benvenuti
Mauro Benvenuti (Firenze, 16 gennaio 1934 – 2 febbraio 2021) è stato un calciatore italiano, di ruolo portiere.

## Carriera
Cresciuto nella Fiorentina, esordisce in prima squadra nel Le Signe, a cui viene prestato per il campionato di IV Serie 1952-1953.
Ha esordito in Serie A con la maglia del Palermo il 28 ottobre 1956 in Bologna-Palermo (1-1).